# Борисова Гора (Ленинградская область)
Борисова Гора — деревня в Старопольском сельском поселении Сланцевского района Ленинградской области.

## История
Деревня Борисова Гора упоминается на карте Санкт-Петербургской губернии Ф. Ф. Шуберта 1834 года.

БОРИСОВА ГОРА — деревня принадлежит ведомству Павловского городового правления, число жителей по ревизии: 53 м. п., 48 ж. п. (1838 год)

Деревня Борисова Гора отмечена на карте профессора С. С. Куторги 1852 года.

БОРИСОВА ГОРА — деревня Павловского городового правления, по просёлочной дороге, число дворов — 12, число душ — 39 м. п. (1856 год)

БОРИСОВА ГОРА — деревня Павловского городового правления при колодце, число дворов — 13, число жителей: 47 м. п., 49 ж. п. (1862 год) 

В XIX — начале XX века деревня административно относилась к Константиновской волости 1-го земского участка 1-го стана Гдовского уезда Санкт-Петербургской губернии.
Согласно Памятной книжке Санкт-Петербургской губернии 1905 года деревня образовывала Борисовское сельское общество.
До марта 1917 года деревня находилась в составе Константиновской волости Гдовского уезда.
С марта 1917 года, в составе Лосевогорского сельсовета Доложской волости.

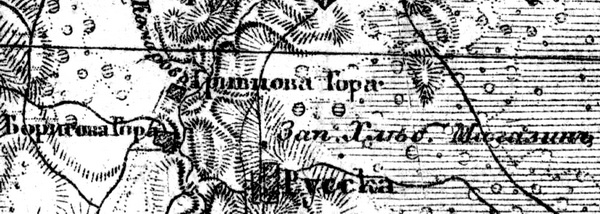
Деревня Борисова Гора на карте 1919 года

С февраля 1924 года, в составе Заручьевского сельсовета.
С февраля 1926 года, в составе Русецкого сельсовета.
С февраля 1927 года, в составе Выскатской волости.
С августа 1927 года, в составе Рудненского района.
С 1928 года, вновь в составе Заручьевского сельсовета. В 1928 году население деревни составляло 127 человек.
По данным 1933 года деревня Борисова Гора входила в состав Заручьевского сельсовета Рудненского района. С августа 1933 года, в составе Осьминского района.
С 1 августа 1941 года по 28 февраля 1944 года, германская оккупация.
С 1961 года, в составе Сланцевского района.
С 1963 года, в составе Кингисеппского района.
По состоянию на 1 августа 1965 года деревня Борисова Гора входила в состав Заручьевского сельсовета Кингисеппского района. С ноября 1965 года, вновь в составе Сланцевского района. В 1965 году население деревни составляло 8 человек.
По данным 1973 года деревня Борисова Гора входила в состав Заручьевского сельсовета.
По данным 1990 года деревня Борисова Гора входила в состав Старопольского сельсовета.
В 1997 году в деревне Борисова Гора Старопольской волости постоянного населения не было, в 2002 году проживал 21 человек (русские — 90 %).
В 2007 году в деревне Борисова Гора Старопольского СП вновь не было постоянного населения, в 2010 году проживал 1 человек.

## География
Деревня расположена в юго-восточной части района на автодороге 41К-810 (Кологриво — Заручье).
Расстояние до административного центра поселения — 12 км.
Расстояние до ближайшей железнодорожной платформы Сланцы — 48 км.
Деревня находится на левом берегу реки Долгая.

## Демография
| 1862 | 2007 | 2010 | 2017 |
| ---- | ---- | ---- | ---- |
| 96   | ↘0   | ↗1   | ↘0   |